# Brigada de Grăniceri (1916-1918)

Brigada de Graniceri (1916-1918)
Brigada Grănicerilor a fost o unitate militară din România, activă în perioada Primului Război Mondial, între anii 1916 și 1918. Grănicerii erau soldați specializați în apărarea granițelor și a teritoriilor frontaliere. În timpul Primului Război Mondial, brigăzile de grăniceri au jucat un rol important în apărarea și protejarea teritoriilor românești împotriva invaziei inamice.
Aceste brigăzi erau compuse în principal din localnici din zonele de graniță, care cunoșteau terenul și erau familiarizați cu tactica de luptă în acele zone. Ei au fost implicați în diverse operațiuni militare și acțiuni de apărare împotriva forțelor inamice, inclusiv în conflicte pe teritoriul românesc și în campaniile militare pe fronturile din Bulgaria, Transilvania și alte regiuni. Brigăzile de grăniceri au avut un rol semnificativ în menținerea integrității teritoriale a României și în apărarea granițelor sale în timpul perioadei de conflict.